# Mim cuallarg
El mim cuallarg (Mimus longicaudatus) és un ocell de la família dels mímids (Mimidae).

## Hàbitat i distribució
Habita zones àrides amb matolls i arbres, deserts i terres de conreu de les terres baixes de l'oest de l'Equador cap al sud fins al sud-oest i nord del Perú.